# Odostomia
Odostomia es el género más especiosos de los caracoles de mar. Este género se encuentra actualmente en Pyramidellidae en la subfamilia en el Odostomiinae. Hay varios cientos de especies en el género (Schander 1999).
Este género es común en todos los océanos desde los trópicos hasta las regiones polares. Es conocida sobre todo en zonas costeras y playas de arena, y es menos común en las profundidades del mar.

## Subespecies
- Odostomia aartseni Nofroni, 1988
- Odostomia acrybia Dall & Bartsch, 1909
- Odostomia acuta Jeffreys, 1848
- Odostomia acutidens Dall, 1884
- Odostomia aepynota Dall & Bartsch, 1909
- Odostomia aequisculpta Carpenter, 1864
- Odostomia aleutica Dall & Bartsch, 1909
- Odostomia aliquanta Penas & Rolan, 1999
- Odostomia altina Dall & Bartsch, 1909
- Odostomia amanda A. Garrett, 1873[1]
- Odostomia americana Dall & Bartsch, 1904
- Odostomia amianta Dall & Bartsch, 1907
- Odostomia amilda Dall & Bartsch, 1909
- Odostomia angularis Dall & Bartsch, 1907
- Odostomia angusta Jeffreys, 1867
- Odostomia armata Carpenter, 1857
- Odostomia astricta Dall & Bartsch, 1907
- Odostomia ata Bartsch, 1926
- Odostomia atossa Dall, 1908
- Odostomia audax Baker, Hanna & Strong, 1928
- Odostomia avellana Carpenter, 1864
- Odostomia azteca Strong & Hertlein, 1939
- Odostomia bachia Bartsch, 1927
- Odostomia baldridgeae Bartsch, 1912
- Odostomia baranoffensis Dall & Bartsch, 1909
- Odostomia barashi Bogi & Galil, 2000
- Odostomia barkleyensis Dall & Bartsch, 1910
- Odostomia barnardi van Aartsen & Corgan, 1996
- Odostomia becki W.H. Turton, 1933
- Odostomia benthina Dall & Bartsch, 1909
- Odostomia beringi Dall, 1871
- Odostomia bernardi (van Aartsen, Gittenberger & Goud, 1998)
- Odostomia bismichaelis Sacco, 1892
- Odostomia boermani van Aartsen, Gittenberger E. & Goud, 1998
- Odostomia boteroi Schander, 1994
- Odostomia brandhorsti van Aartsen, Gittenberger & Goud, 1998
- Odostomia bruneri A. E. Verrill, 1882
- Odostomia bulimulus Monterosato, 1874
- Odostomia buzzurroi Peñas & Rolán, 1999
- Odostomia calcarella Bartsch, 1912
- Odostomia callimene Bartsch, 1912
- Odostomia callimorpha Dall & Bartsch, 1909
- Odostomia calliope Bartsch, 1912
- Odostomia callipyrga Dall & Bartsch, 1904
- Odostomia canfieldi Dall, 1908
- Odostomia capa Bartsch, 1926
- Odostomia capitana Dall & Bartsch, 1909
- Odostomia carrozzai van Aartsen, 1987
- Odostomia cassandra Bartsch, 1912
- Odostomia catalinensis Bartsch, 1927
- Odostomia chilensis Dall & Bartsch, 1909[2]
- Odostomia chinooki Bartsch, 1927
- Odostomia churchi Smith & Gordon, 1948
- Odostomia ciguatonis Strong, 1949
- Odostomia citrina De Folin, 1869
- Odostomia clathratula (C.B. Adams, 1852)
- Odostomia clausiformis Carpenter, 1857
- Odostomia clavulina Fischer P., 1877
- Odostomia clementensis Bartsch, 1927
- Odostomia clementina Dall & Bartsch, 1909
- Odostomia clessini Dall & Bartsch, 1909
- Odostomia collea Bartsch, 1926
- Odostomia columbiana Dall & Bartsch, 1907
- Odostomia communis (C.B. Adams, 1852)
- Odostomia conoidea (Brocchi, 1814)
- Odostomia conspicua Alder, 1850
- Odostomia contabulata (Mörch, 1860)
- Odostomia contrerasi Baker, Hanna & Strong, 1928
- Odostomia convexa Carpenter, 1857
- Odostomia cookeana Bartsch, 1910
- Odostomia cooperi Dall & Bartsch, 1907[3]
- Odostomia corimbensis Schander, 1994
- Odostomia corintoensis Hertlein & Strong, 1951
- Odostomia costaricensis Hertlein & Strong, 1951
- Odostomia culta Dall & Bartsch, 1906
- Odostomia cumshewaensis Bartsch, 1921
- Odostomia cypria Dall & Bartsch, 1912
- Odostomia dalsumi van Aartsen, Gittenberger & Goud, 1998
- Odostomia dealbata (Stimpson, 1851)
- Odostomia deceptrix Dall & Bartsch, 1909
- Odostomia defolinia Dall & Bartsch, 1909
- Odostomia dekleini (Aartsen, Gittenberger & Goud, 1998)
- Odostomia delicatula Carpenter, 1864
- Odostomia deliciosa Dall & Bartsch, 1907
- Odostomia desimana Dall & Bartsch, 1906
- Odostomia desmiti van Aartsen, Gittenberger E. & Goud, 1998
- Odostomia desuefacta Penas & Rolan, 1999
- Odostomia dicella Bartsch, 1912
- Odostomia didyma (Verrill & Bush, 1900)
- Odostomia digitulus Penas & Rolan, 1999
- Odostomia dijkhuizeni van Aartsen, Gittenberger E. & Goud, 1998
- Odostomia dinella Dall & Bartsch, 1909
- Odostomia disparilis A. E. Verrill, 1884
- Odostomia donilla Dall & Bartsch, 1909
- Odostomia dotella Dall & Bartsch, 1909
- Odostomia duureni (van Aartsen, Gittenberger & Goud, 1998)
- Odostomia dux Dall & Bartsch, 1906
- Odostomia dyma van Aartsen & Corgan, 1996
- Odostomia edmondi Jordan, 1920
- Odostomia effusa Carpenter, 1857
- Odostomia eldorana Bartsch, 1912
- Odostomia electa Jeffreys, 1883
- Odostomia elsa Dall & Bartsch, 1909
- Odostomia engbergi Bartsch, 1920
- Odostomia enora Dall & Bartsch, 1909
- Odostomia era Bartsch, 1927
- Odostomia eremita Peñas & Rolán, 1999
- Odostomia erjaveciana Brusina, 1869
- Odostomia esilda Dall & Bartsch, 1909
- Odostomia eugena Dall & Bartsch, 1909
- Odostomia euglypta Jordan, 1920
- Odostomia eulimoides Hanley, 1844
- Odostomia exara Dall & Bartsch, 1907
- Odostomia exarata Carpenter, 1857
- Odostomia excelsa Dall & Bartsch, 1909
- Odostomia excisa Bartsch, 1912
- Odostomia excolpa Bartsch, 1912
- Odostomia extenuata Penas & Rolan, 1999
- Odostomia eyerdami Bartsch, 1927
- Odostomia farallonensis Dall & Bartsch, 1909
- Odostomia farma Dall & Bartsch, 1909
- Odostomia fasciata Carpenter, 1857
- Odostomia fehrae (van Aartsen, Gittenberger & Goud, 1998)
- Odostomia fetella Dall & Bartsch, 1909
- Odostomia franciscana Bartsch, 1917
- Odostomia francoi Penas & Rolan, 1999
- Odostomia franki Peñas & Rolán, 1999
- Odostomia fuijitanii Yokoyama, 1927
- Odostomia funiculustriata Penas & Rolan, 1999
- Odostomia fusulus Monterosato, 1878
- Odostomia gabrielensis Baker, Hanna & Strong, 1928
- Odostomia galapagensis Dall & Bartsch, 1909
- Odostomia gallegosiana Hertlein & Strong, 1951
- Odostomia gemma (A. Adams, 1861)
- Odostomia gittenbergeri van Aartsen & Corgan, 1996
- Odostomia glaphyra E. A. Smith, 1890
- Odostomia gloriosa Bartsch, 1912
- Odostomia gouldii Carpenter, 1864
- Odostomia gracilientis (Keep, 1887)
- Odostomia gradusuturae Penas & Rolan, 1999
- Odostomia grammatospira Dall & Bartsch, 1903
- Odostomia granadensis Dall & Bartsch, 1909
- Odostomia gravida Gould, 1853
- Odostomia grijalvae Baker, Hanna & Strong, 1928
- Odostomia grippiana Bartsch, 1912
- Odostomia guatulcoensis Hertlein & Strong, 1951
- Odostomia hagemeisteri Dall & Bartsch, 1909
- Odostomia harfordensis Dall & Bartsch, 1907
- Odostomia harveyi van Aartsen & S.M. Smith, 1996
- Odostomia heathi Smith & Gordon, 1948
- Odostomia helena Bartsch, 1912
- Odostomia helga Dall & Bartsch, 1909
- Odostomia hemphilli Dall & Bartsch, 1909
- Odostomia hendersoni Bartsch, 1909
- Odostomia herilda Dall & Bartsch, 1909
- Odostomia herrerae Baker, Hanna & Strong, 1928
- Odostomia hertleini Strong, 1938
- Odostomia heterocincta Bartsch, 1912
- Odostomia hierroensis Peñas & Rolán, 1999
- Odostomia hilgendorfi Clessin, 1900[4]
- Odostomia hipolitensis Dall & Bartsch, 1909
- Odostomia hypatia Dall & Bartsch, 1912
- Odostomia hypocurta Dall & Bartsch, 1909
- Odostomia ignorata (Monterosato, 1917)
- Odostomia iliuliukensis Dall & Bartsch, 1909
- Odostomia improbabilis Oberling, 1970
- Odostomia inconspicua (C.B. Adams, 1852)
- Odostomia inflata Carpenter, 1864
- Odostomia intermedia (Carpenter, 1857)
- Odostomia isthmiea Strong & Hertlein, 1939
- Odostomia italoi Penas & Rolan, 1999
- Odostomia jacquesi Penas & Rolan, 1999
- Odostomia jonesii Verrill & Bush, 1900
- Odostomia kadiakensis Dall & Bartsch, 1909
- Odostomia kelseyi Bartsch, 1912
- Odostomia kennerleyi Dall & Bartsch, 1907
- Odostomia kergueleae van Aartsen & Corgan, 1996
- Odostomia killisnooensis Dall & Bartsch, 1909
- Odostomia krausei Clessin, 1900
- Odostomia kromi van Aartsen, Menkhorst & Gittenberger, 1984
- Odostomia kuiperi (van Aartsen, Gittenberger & Goud, 1998)
- Odostomia lacunata Carpenter, 1857
- Odostomia laevigata (d’Orbigny, 1841)
- Odostomia lapazana Dall & Bartsch, 1909
- Odostomia lastra Dall & Bartsch, 1909
- Odostomia lesuroiti Peñas & Rolán, 1999
- Odostomia licina Dall & Bartsch, 1909
- Odostomia limhaughi Hertlein & Allison, 1968
- Odostomia limpida Dall & Bartsch, 1906
- Odostomia loomisi Dall & Bartsch, 1909
- Odostomia lorellae Micali, 1987
- Odostomia lorioli (Hornung & Mermod, 1924)
- Odostomia lubrica Verrill & Bush, 1900
- Odostomia lucca Dall & Bartsch, 1909[3]
- Odostomia lueasana Dall & Bartsch, 1909
- Odostomia lukisii Jeffreys, 1859
- Odostomia mammillata Carpenter, 1857
- Odostomia mara Bartsch, 1926
- Odostomia marci (van Aartsen, Gittenberger & Goud, 1998)
- Odostomia marginata (C.B. Adams, 1852)
- Odostomia mariae Bartsch, 1928
- Odostomia martensi Dall & Bartsch, 1906
- Odostomia martinensis Strong, 1938
- Odostomia mauritiana Dall & Bartsch, 1906[4]
- Odostomia megerlei (Locard, 1886)
- Odostomia meijeri van Aartsen, Gittenberger E. & Goud, 1998
- Odostomia melitta Bartsch, 1924
- Odostomia mendozae Baker, Hanna & Strong, 1928
- Odostomia mesomorpha Schander, 1994
- Odostomia meta Dall & Bartsch, 1909
- Odostomia microeques Rolán & Templado in Peñas & Rolán, 1999
- Odostomia micrometrica Penas & Rolan, 1999
- Odostomia minutissima Dall & Bartsch, 1909
- Odostomia monodon (Requien, 1848)
- Odostomia moratora Dall & Bartsch, 1909
- Odostomia movilla Dall & Bartsch, 1909
- Odostomia muelleri Clessin, 1900
- Odostomia nardoi Brusina, 1869
- Odostomia natata Penas & Rolan, 1999
- Odostomia navarettei Baker, Hanna & Strong, 1928
- Odostomia nemo Dall & Bartsch, 1909
- Odostomia nicoyana Hertlein & Strong, 1951
- Odostomia nitens Jeffreys, 1870
- Odostomia nodosa Carpenter, 1857
- Odostomia nofronii Buzzurro, 2002
- Odostomia nota Dall & Bartsch, 1909
- Odostomia notabilis (C.B. Adams, 1852)
- Odostomia nova Castellanos, 1982
- Odostomia nuciformis Carpenter, 1864
- Odostomia nunivakensis Dall & Bartsch, 1909
- Odostomia oblongula Marshall, 1895
- Odostomia odostomella Peñas & Rolán, 1999
- Odostomia oldroydi Dall & Bartsch, 1909[3]
- Odostomia olssoni Bartsch, 1924
- Odostomia omphaloessa Watson, 1897
- Odostomia oonisca Dall & Bartsch, 1909
- Odostomia orariana Dall & Bartsch, 1909[3]
- Odostomia oregonensis Dall & Bartsch, 1907
- Odostomia ornatissima (Haas, 1943)
- Odostomia ovata Carpenter, 1857
- Odostomia paardekooperi van Aartsen, Gittenberger & Goud, 1998
- Odostomia pacha Bartsch, 1926
- Odostomia pagodiformis Schander, 1994
- Odostomia pallida (Montagu, 1803)
- Odostomia palmaensis (Peñas & Rolán, 1999)
- Odostomia palmeri Bartsch, 1912
- Odostomia panamensis Clessin, 1900
- Odostomia parella Dall & Bartsch, 1909
- Odostomia parodontosis Schander, 1994
- Odostomia paulhenrii Penas & Rolan, 1999
- Odostomia paupercula (C.B. Adams, 1852)
- Odostomia pedroana Dall & Bartsch, 1909
- Odostomia pesa Dall & Bartsch, 1909
- Odostomia phanella Dall & Bartsch, 1909
- Odostomia pharcida Dall & Bartsch, 1907
- Odostomia photis Carpenter, 1857
- Odostomia plicata (Montagu, 1803)
- Odostomia pocahontasae Henderson & Bartsch, 1914
- Odostomia poppei Dall & Bartsch, 1909
- Odostomia porteri Baker, Hanna & Strong, 1928
- Odostomia pratoma Dall & Bartsch, 1909
- Odostomia prinsi van Aartsen, Gittenberger & Goud, 1998
- Odostomia profundicola Dall & Bartsch, 1909
- Odostomia promeces Dall & Bartsch, 1909
- Odostomia prona (Peñas & Rolán, 1999)
- Odostomia proxima (De Folin, 1872)
- Odostomia puelchana Castellanos, 1982
- Odostomia pulcherrima Dall & Bartsch, 1909[3]
- Odostomia pulchra (De Folin, 1872)
- Odostomia pulcia Dall & Bartsch, 1909[3]
- Odostomia pyxidata Schander, 1994
- Odostomia quadrae Dall & Bartsch, 1910
- Odostomia quilla Bartsch, 1926
- Odostomia quinquecincta (Carpenter, 1856)[3]
- Odostomia recta (De Folin, 1872)
- Odostomia reedi Bartsch, 1928
- Odostomia reigeni Carpenter, 1857
- Odostomia resina Dall & Bartsch, 1909
- Odostomia restii (Peñas & Rolán, 1999)
- Odostomia rhizophorae Hertlein & Strong, 1951
- Odostomia richi Dall & Bartsch, 1909
- Odostomia rinella Dall & Bartsch, 1909
- Odostomia ritteri Dall & Bartsch, 1909
- Odostomia romburghi van Aartsen, Gittenberger & Goud, 1998
- Odostomia rotundata Carpenter, 1857
- Odostomia rutor Nofroni & Schander, 1994
- Odostomia ryalea Bartsch, 1927
- Odostomia salinasensis Bartsch, 1928
- Odostomia sanctorum Dall & Bartsch, 1909[3]
- Odostomia sanjuanensis Bartsch, 1920
- Odostomia santamariensis Bartsch, 1917
- Odostomia sapia Dall & Bartsch, 1909[3]
- Odostomia satura Carpenter, 1864
- Odostomia scalariformis Carpenter, 1857
- Odostomia scalaris MacGillivray, 1843
- Odostomia scammonensis Dall & Bartsch, 1909[3]
- Odostomia schrami van Aartsen, Gittenberger E. & Goud, 1998
- Odostomia septentrionalis Dall & Bartsch, 1909
- Odostomia serilla Dall & Bartsch, 1909[3]
- Odostomia sicula Philippi, 1851
- Odostomia silesui Nofroni, 1988
- Odostomia sillana Dall & Bartsch, 1909
- Odostomia sitkaensis Clessin, 1900
- Odostomia skidegatensis Bartsch, 1912
- Odostomia soeorroensis Dall & Bartsch, 1909
- Odostomia solidula C. B. Adams, 1850
- Odostomia sordida (Lea, 1842)
- Odostomia sorenseni Strong, 1949
- Odostomia sorianoi Peñas & Rolán, 2006
- Odostomia spreadboroughi Dall & Bartsch, 1910
- Odostomia stephensae Dall & Bartsch, 1909
- Odostomia striata (A. E.  Verrill, 1880)
- Odostomia striolata Forbes & Hanley, 1850
- Odostomia strongi Bartsch, 1927
- Odostomia subdotella Hertlein & Strong, 1951
- Odostomia subglobosa Bartsch, 1912
- Odostomia sublirulata Carpenter, 1857
- Odostomia suboblonga Jeffreys, 1884
- Odostomia subscripta Schander, 1994
- Odostomia subturrita Dall & Bartsch, 1909
- Odostomia sulcosa (Mighels, 1843)
- Odostomia suprasulcata Penas & Rolan, 1999
- Odostomia swetti Strong & Hertlein, 1939
- Odostomia tacomaensis Dall & Bartsch, 1907
- Odostomia talama Dall & Bartsch, 1909
- Odostomia talpa Dall & Bartsch, 1909
- Odostomia taravali Bartsch, 1917
- Odostomia tehuantepeeana Hertlein & Strong, 1951
- Odostomia telescopium Carpenter, 1857
- Odostomia tenuis Carpenter, 1857
- Odostomia tenuisculpta Carpenter, 1864
- Odostomia terebellum (C.B. Adams, 1852)
- Odostomia terissa Pilsbry & Lowe, 1932
- Odostomia terrieula Dall & Bartsch in Arnold, 1903
- Odostomia testiculus Peñas & Rolán, 1999
- Odostomia thalia Bartsch, 1912
- Odostomia thea Bartsch, 1912
- Odostomia tomlini W.H. Turton, 1933
- Odostomia torrita Dall & Bartsch, 1909
- Odostomia trachis Dall & Bartsch, 1909
- Odostomia tremperi Bartsch, 1927
- Odostomia trimariana Pilsbry & Lowe, 1932
- Odostomia tropidita Dall & Bartsch, 1909
- Odostomia truncatula Jeffreys, 1850
- Odostomia turgida Sars G.O., 1878
- Odostomia turricula Dall & Bartsch, 1903
- Odostomia turriculata Monterosato, 1869
- Odostomia turrita Hanley, 1844
- Odostomia tyleri Dall & Bartsch, 1909
- Odostomia ulloana Strong, 1949
- Odostomia umbilicaris (Malm, 1863)
- Odostomia umbilicatissima (Peñas & Rolán, 1999)
- Odostomia unalaskensis Dall & Bartsch, 1909
- Odostomia unidens (Requien, 1848)
- Odostomia unidentata (Montagu, 1803)
- Odostomia valdezi Dall & Bartsch, 1907
- Odostomia valeroi Bartsch, 1917
- Odostomia vancouverensis Dall & Bartsch, 1910
- Odostomia vanurki van Aartsen, Gittenberger E. & Goud, 1998
- Odostomia vera Moreno, Peñas & Rolán, 2003
- Odostomia verhoeveni van Aartsen, Gittenberger E. & Goud, 1998
- Odostomia vicola Dall & Bartsch, 1909[3]
- Odostomia vincta Dall & Bartsch, 1909[3]
- Odostomia vira Bartsch, 1926
- Odostomia virginalis Dall & Bartsch, 1909
- Odostomia virginica Henderson & Bartsch, 1914
- Odostomia vizcainoana Baker, Hanna & Strong, 1928
- Odostomia wareni (Schander, 1994)
- Odostomia washingtonia Bartsch, 1920
- Odostomia whitei Bartsch, 1927
- Odostomia willetti Bartsch, 1917
- Odostomia winfriedi (Peñas & Rolán, 1999)
- Odostomia winkleyi Bartsch, 1909
- Odostomia woodhridgei Hertlein & Strong, 1951
- Odostomia youngi Dall & Bartsch, 1910
- Odostomia zannii Penas & Rolan, 1999
- Odostomia zeteki Bartsch, 1918
- Odostomia zijpi van Aartsen, Gittenberger E. & Goud, 1998
- Odostomia ziziphina Carpenter, 1857